# プードゥ・ロボティクス
プードゥ・ロボティクス（英語: Pudu Robotics、中国語: 普渡科技）は中華人民共和国の大手ロボットメーカー。

## 概要
2016年に深圳市で設立された。創業者は張濤。
北京市と成都市に研究開発センターがあり、中国国内60以上の都市に支店やサービスセンターを展開している。主要製品である配送ロボットは、レストラン、ホテル、オフィスビル、病院、インターネットカフェ、カラオケなどに導入され、2020年時点で20か国以上に販売されている。
配膳ロボット、ビル内配送ロボット、消毒ロボットを製造している。配膳ロボットには大型ディスプレイと案内機能を備えた機種もあり、新商品などのマーケティングにも利用できる。従前の配膳ロボットは床や天井にマーキングを行う必要があり、事前準備に丸1日の作業が必要だったが、数時間のマッピング作業で自律走行できる機種も増えてきている。
以前から、レストランで配膳サービス用にロボットを提供していたが、新型コロナウイルスの流行で非接触によるサービスの需要がたかまったため事業が急拡大している。中国や韓国の病院では医薬品や食事の配膳作業用に導入された。2021年7月末には日本法人プードゥ・ロボティクス・ジャパンを設立した。

## 沿革
- 2016年1月　深圳で創業
- 2017年3月　初の配送ロボットPuduBotを発売
- 同年7月　Red Dot – The Best of the Best賞を受賞
- 2018年6月　シリーズA資金調達：800万ドルの資金調達
- 同年11月　中国政府から国家ハイテク企業として承認を受ける

### 2019年
- 6月　グローバル戦略的提携 – Haidilao Hotpot
- 9月　戦略的提携 – Xiabu Xiabu
- 12月　多機能製品発売

### 2020年
- 1月　CESテクノロジーイノベーション賞を受賞
- 2月　新型コロナウイルス感染症の流行時に数百の病院に寄付を行う
- 7月　シリーズB資金調達：Meituanから1500万ドル以上を調達
- 12月　消毒ロボットPuductor 2を発売

### 2021年
- 3月　ロボットKettyBotとFlashBotを発売
- 10月　グッドデザイン賞を受賞

### 2022年
- 5月　配送ロボットSwiftBotを発売
- 6月　清掃ロボットPUDU CC1を発売
- 7月　配送ロボットPuduBot 2を発売
- 12月　全世界で5万6千台以上販売

### 2025年
- 4月8日、「BellaBot（ベラボット）」の最新モデル「BellaBot Pro」を販売開始[6]。

## 主力製品

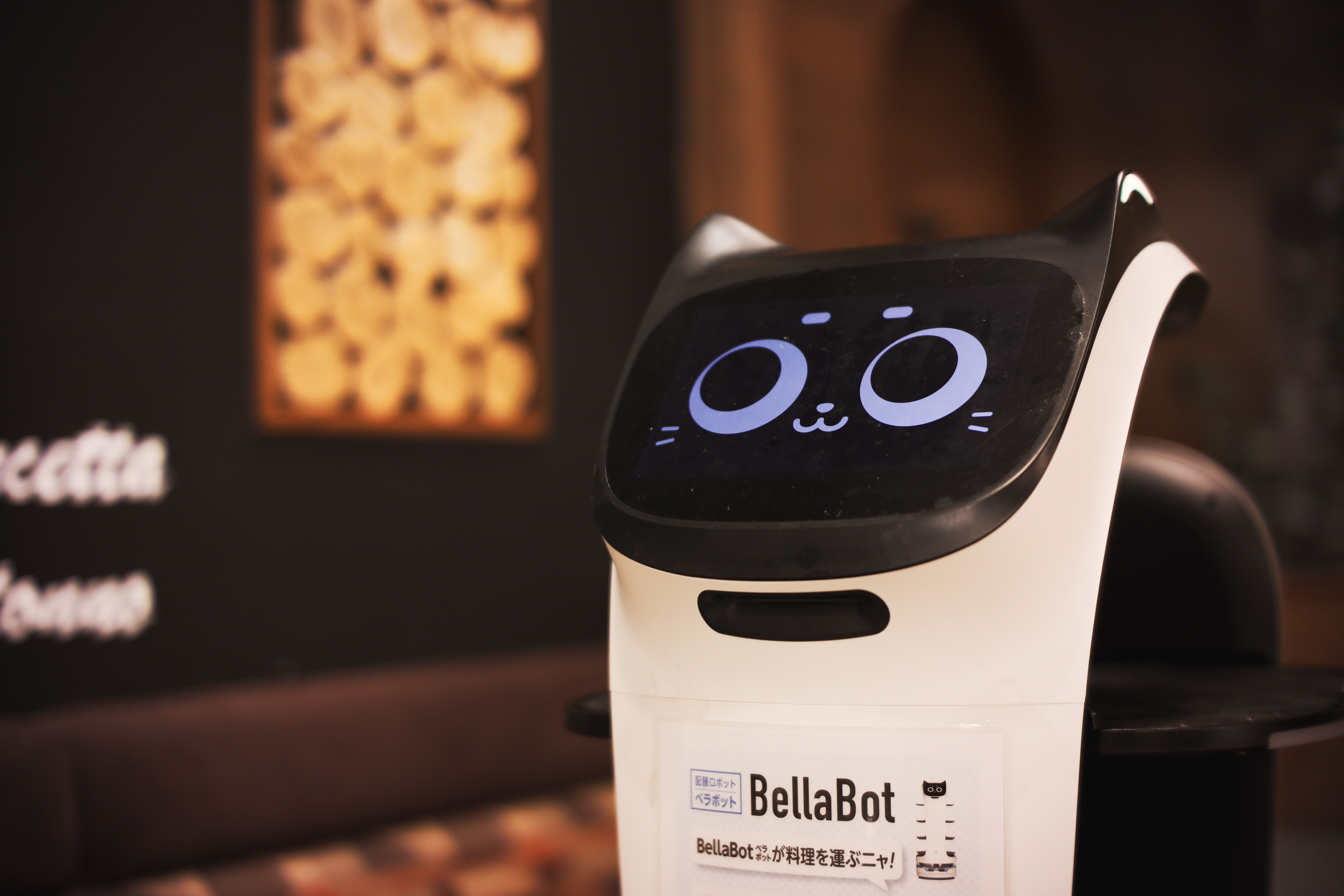
猫型配膳ロボットBellabot

- 配送用ロボット
  - Bellabot
  - Pudu HolaBot
  - KetyBot
  - PuduBot2
  - SwiftBot
  - FlashBot

- 清掃用ロボット
  - PUDU CC1

## 製品導入事例と評価
日本のすかいらーくグループでは、2021年8月に実証実験を開始し、2022年12月にはBellabotを日本全国のガスト、しゃぶ葉、バーミヤン、ジョナサンの約2100店舗に3000台のBellabotを導入した。
すかいらーくグループでは他社配膳ロボットではなくBellabotに決定した最大の理由として、「走行の安定性」を挙げている。例えばガストの場合だとハンバーグやスパゲティといった料理からアルコール飲料までさまざまなものを配膳する必要があるが、料理や飲み物を搭載した際の走行の安定性や利用客が取りやすいかどうかが判断基準となった。また、店舗によっては複数台での同時運用もありうるが、複数台運用の際もBellabotが最もスムーズだったとしている。
さらに、Bellabotには耳を触ると声出して喜ぶといっ機能が搭載されており、業務の合間に従業員が利用客の子どもに「耳を触ると喜ぶ」ことを伝えて、実際に触ってもらうといったコミュニケーションが生まれたり、従業員が「今日もよく働いてくれてありがとう」のような感謝の言葉をBellabotに話しかけているのを客が見ていて、その様子をSNSに投稿するというような、店の雰囲気を良くすることに貢献している指摘している。
導入後の効果としては、、専任の料理を運ぶ担当者以外に人手が必要な来客ピーク時に他の人間の従業員が配膳を肩代わりする必要がなくなった。これによって、ドリンクバーの清掃を今までより綺麗にしておく、来客用トイレのチェックを頻繁に行える、ピーク時でも導入前より早く空いたテーブルを片付けることができ、次の客を案内するまでの時間が短縮できるといったサービス向上につながった。料理を運ぶ担当者の歩行数も導入前と比べて約半分ぐらいに減り、従業員の負担軽減にもなった。
導入にあたっては、すかいらーくグループ社内に店長として勤めていた社員などで「インストラクター制度」を設け、「Bellabotの初期設定」と「従業員のオペレーション指導」を行った。
問題点としては、Bellabotは車輪走行するため、カーペットとタイルの境目などで数ミリメートルでも段差があった場合、Bellabot自身は乗り越えることができても、段差を乗り越える際の衝撃で、料理が崩れたり、液体がこぼれることもある。こういった場合は、Bellabot側ではなく、店側に変化を加え、最終的には、店のリニューアルや業態転換の際に改装を行うのだが、インストラクターが都度、応急措置を行って段差を簡易的に平らにするなどした。